# Schipluiden
Schipluiden er en by i det vestlige Nederland i provinsen Sydholland. Det er hovedsæde for kommunen Midden-Delfland.
Byen blev grundlagt i det 15. århundrede og udviklede sig sammen med slottet Keenenburg, som ikke længere eksistere. Den reformerte kirke i byen var oprindeligt opført af den katolske tyske ridderorden, men blev i 1572 overtaget af calvinister. Byen indbyggere arbejdede med madproduktion i Westland og de nærliggende større byer Vlaardingen og Delft. Hovedparten blev katolikker i løber af det 17. århundrede, til hvilke brug en ny katolsk kirke blev opført i 1960erne. Schipluiden voksede betydeligt i størrelse i den anden halvdel af det 20. århundrede, som følge af udflytning fra større byer.
Schipluiden var en selvstændig kommune indtil 2004, hvor den blev sammenlagt med Midden-Delfland.

## Billedgalleri
- Kanal i Schipluiden
- Schipluiden vindmølle: de Korpershoek
- Schipluiden, bro over Vlaardingervaart
- Schipluiden, rådhus